# تور هیدستاد
تور هیدستاد (انگلیسی: Tor Heiestad؛ زادهٔ ۱۳ ژانویهٔ ۱۹۶۲) تیرانداز اهل نروژ بود.